# Carlos de Calabria

Carlos de Anjou-Sicilia (Nápoles, 1298-1328) fue un príncipe italiano perteneciente a la dinastía Anjou-Sicilia, hijo de Roberto I de Nápoles y de Violante de Aragón y Sicilia, duque de Calabria y por tanto heredero del reino. Murió antes de que pudiera suceder a su padre. 

## Biografía
Se convirtió en Duque de Calabria en 1309 sobre la adhesión de su padre, y fue creado vicario general del Reino de Sicilia (Nápoles). Su padre pretendía que él dirigiera las fuerzas enviadas para ayudar a Florencia en 1315, pero en el último momento Roberto cambió su decisión y la posición pasó a su hermano, Felipe I de Tarento, en su lugar. La coalición de Florencia-Nápoles fue duramente golpeada en la siguiente Batalla de Montecatini.
La victoria de Castruccio Castracani en Altopascio en 1325 llevó a los florentinos a elegir a Carlos signore (señor) de la ciudad durante diez años en 1326. En ese momento, él estaba tratando sin éxito de apoderarse de la Sicilia de su primo hermano Federico II, y envió a Gualterio VI de Brienne como su suplente, hasta que pudo llegar, causando Gualterio engañosa impresión favorable. Sin embargo, Carlos comprobó a su llegada que Castruccio estaba exigiendo impuestos onerosos a los florentinos, hasta que fue llamado a Nápoles en diciembre de 1327, debido al avance del emperador Luis IV en Italia. Allí murió en 1328. Dejó como heredera a su hija mayor sobreviviente, Juana, una hija póstuma, María, nació en 1329.

## Familia
En 1316, se casó con Catalina de Habsburgo, hija de Alberto I de Habsburgo. Tuvieron una hija:
1. María, nacida en 1322, murió a la edad de 6 años.

Después de la muerte de Catalina, se casó el 11 de enero de 1324 con María de Valois (1309-1332) , hija de Carlos de Valois. Tuvieron cinco hijos:
1. Eloísa (enero o febrero 1325-27 de diciembre de 1325).
2. María (abril 1326-1328).
3. Carlos Martel (Florencia, 13 de abril de 1327-Florencia, 21 de abril de 1327).
4. Juana (Nápoles, 1328-castello di San Fele, 22 de mayo de 1382), sucesora de su abuelo en el trono de Nápoles con el nombre de Juana I.
5. María (n. póstumamente, Nápoles, mayo 1329-Nápoles, 20 de mayo de 1366), condesa de Alba, casada con Carlos de Durazzo.

## Ascendencia
Primer hijo de Roberto I de Nápoles y su primera esposa Violante de Aragón. Sus abuelos paternos fueron Carlos II de Anjou y María Árpád de Hungría. Sus abuelos maternos fueron Pedro III de Aragón y Constanza II de Sicilia.
| Carlos de Calabria, Duque de Calabria | Padre: Roberto I de Nápoles | Abuelo Paterno: Carlos II de Anjou      | Bisabuelo Paterno: Carlos de Anjou       |
| Carlos de Calabria, Duque de Calabria | Padre: Roberto I de Nápoles | Abuelo Paterno: Carlos II de Anjou      | Bisabuela Paterna: Beatriz I de Provenza |
| Carlos de Calabria, Duque de Calabria | Padre: Roberto I de Nápoles | Abuela Paterna: María Árpád de Hungría  | Bisabuelo Paterno: Esteban V de Hungría  |
| Carlos de Calabria, Duque de Calabria | Padre: Roberto I de Nápoles | Abuela Paterna: María Árpád de Hungría  | Bisabuela Paterna: Isabel de Hungría     |
| Carlos de Calabria, Duque de Calabria | Madre: Violante de Aragón   | Abuelo Materno: Pedro III de Aragón     | Bisabuelo Materno: Jaime I de Aragón     |
| Carlos de Calabria, Duque de Calabria | Madre: Violante de Aragón   | Abuelo Materno: Pedro III de Aragón     | Bisabuela Materna: Violante de Hungría   |
| Carlos de Calabria, Duque de Calabria | Madre: Violante de Aragón   | Abuela Materna: Constanza II de Sicilia | Bisabuelo Materno: Manfredo de Sicilia   |
| Carlos de Calabria, Duque de Calabria | Madre: Violante de Aragón   | Abuela Materna: Constanza II de Sicilia | Bisabuela Materna: Beatriz de Saboya     |